# 테러방지법 (캐나다)
캐나다 '테러방지법'은 2001년 9월 11일 미국 에서 발생한 공격(9.11테러)에 대응하여 캐나다 의회 에서 통과되었다. 2001년 12월 18일에 Bill C-36으로 국왕의 허가를 받았다. " 옴니버스 법안 "  테러 위협에 대응하기 위해 캐나다 보안 시설 내 정부 및 기관의 권한을 확대했다.
확장된 권력은 캐나다의 권리와 자유 헌장과 양립할 수 없다는 인식 때문에 많은 논란이 있었다.특히 '비밀' 재판, 선제적 구금 및 광범위한 보안 및 감시 권한을 허용하는 법 조항에 대해서는 더욱 그렇다.

## 시민 반대
이 법의 통과는 FLQ의 테러 활동에 따라 정부가 전쟁조치법을 활성화하는 것과 비교되어 왔다.
국회 의원 마조리 르브레튼, 앤드루 텔레그디, 데이비드 페이시오코 등이 반대했다. 토론토 무슬림 변호사 협회의 지야드 미아는 "테러 활동의 정의가 폭력 행위로 사담 후세인 정권과 로버트 무가베 정권에 저항한 단체에 적용될 것인지 의문"이라며 프랑스 레지스탕스와 넬슨 만델라를 범죄로 규정했다고 지적했다.

## 기소
2010년 1월, 2006년 토론토 테러 사건의 용의자인 미시소가 출신의 자카리아 아마라가 종신형을 선고받았다. 이 문장은 그 법에 따라 지금까지 주어진 가장 엄격한 문장이었다. 같은 사건의 동료 용의자인 오크빌 출신의 사드 가야는 징역 12년을 선고받았다.

## 테러방지법(2013)
법안의 일부 조항은 2007년 3월 1일에 만료될 예정이었다. 하퍼 정부는 이를 갱신할 것을 촉구했고, 야 3당은 모두 반대했다. 구체적으로, 그 조항들은 예방적 체포와 수사 청문회와 관련이 있었다. 2007년 2월 28일, 하원은 159 대 124로 이 조항들을 갱신하는 것에 반대하였고, 이는 일몰 조항에서 원래 계획된 대로 만료되었다.
2012년 캐나다 정부는 캐나다 상원에서 만료된 조항을 5년 임기로 갱신하는 테러 퇴치법을 도입했고, 테러 단체에 가입하거나 훈련하기 위해 캐나다를 떠나는 새로운 범죄를 도입했다. 이 법안은 또한 테러리스트 용의자들을 은닉하는 것과 관련된 일부 범죄에 대한 최대 징역형을 증가시켰다. 보스턴 마라톤 폭탄 테러 직후인 4월 19일, 정부는 2013년 4월 22일 또는 23일에 법안 S-7을 표결로 신속하게 처리하기 위해 의회 의제를 재조정했다. 이 법은 2013년 4월 25일에 왕실의 승인을 받았다.